# Bogdan Dobosz
Bogdan Dobosz (ur. 1960) – polski dziennikarz, publicysta, pisarz i działacz NZS mieszkający we Francji. Korespondent Najwyższego Czasu! (od 1993).

## Życiorys
W latach 80 pisał artykuły do kilku gazet zaliczanych do prasy podziemnej. Były to m.in. Lubelska Solidarność Walcząca, Ogniwo, Kurs i Metrum. Pod koniec dekady przeprowadził się na stałe do Francji i mieszka tam do dziś (2016). Pracował jako redaktor Radia Solidarność. Następnie współpracował z rosyjskojęzyczną stacją Blagovest. Był też komentatorem sportowym francuskiej telewizji AB Moteur. Później został redaktorem naczelnym założonego przez siebie Nowego Tygodnika i kierował nim przez trzy lata. Współpracuje z polityczno-społecznym tygodnikiem konserwatywno-liberalnym Najwyższy Czas! (od 1993).
Współautor książki Hokus Pokus, czyli Pomarańczowa Alternatywa (1989). Autor książki Emiraty Francuskie (2016).